# Dinsac
Dinsac település Franciaországban, Haute-Vienne megyében. Lakosainak száma 245 fő (2022. január 1.). Dinsac La Bazeuge, Le Dorat, Magnac-Laval, Oradour-Saint-Genest és Tersannes községekkel határos.

## Népesség
A település népességének változása:
| Lakosok száma | 265  | 268  | 276  | 271  | 274  | 275  | 265  | 255  | 245  |
|               | 2013 | 2015 | 2016 | 2017 | 2018 | 2019 | 2020 | 2021 | 2022 |